# Fred Catherwood
Fred Catherwood, właśc. Henry Frederick Ross Catherwood (ur. 30 stycznia 1925 w Castledawson, zm. 30 listopada 2014 w Cambridge) – brytyjski polityk, przemysłowiec, publicysta i działacz ewangelikalny, eurodeputowany I, II i III kadencji. W 1971 otrzymał od królowej Elżbiety II szlachectwo.

## Życiorys

### Działalność zawodowa i polityczna
Odbył studia w zakresie historii i prawa na University of Cambridge. Był specjalistą w zakresie zarządzania i księgowości. Pełnił m.in. funkcję dyrektora generalnego brytyjskiej National Economic Development Council, w latach 1964–1966 był głównym doradcą do spraw przemysłu w Departamencie Spraw Gospodarczych (Department of Economic Affairs) (1964–1966). W latach 1972–1976 był przewodniczącym Institute of Management, a od 1975 do 1979 przewodniczącym British Overseas Trade Board.
Należał do Partii Konserwatywnej. Z jej ramienia w latach 1979–1994 sprawował mandat członka Parlamentu Europejskiego. W latach 1989–1992 był wiceprzewodniczącym PE III kadencji.

### Działalność religijna
Wychowywał się w zborze braci plymuckich. Następnie był członkiem Westminster Chapel w Londynie i w ostatnich dekadach życia zboru baptystycznego „Eden” (Eden Baptist Church) w Cambridge.
W latach 1976–1977 był przewodniczącym Wspólnoty Niezależnych Zborów Ewangelikalnych w Anglii (Fellowship of Independent Evangelical Churches), w latach 1992–2001 przewodniczącym Aliansu Ewangelikalnego w Wielkiej Brytanii (Evangelical Alliance), a w latach 1995–2004 przewodniczącym Międzynarodowej Wspólnoty Studentów Ewangelikalnych (International Fellowship of Evangelical Students).
Był autorem wielu książek i innych tekstów prezentujących ewangelikalne rozumienie zaangażowania publicznego i życia społecznego.

## Życie prywatne
Pochodził z prezbiteriańskiej rodziny przedsiębiorców osiadłej w Ulsterze od XVII wieku. Jego ojciec Stuart prowadził przedsiębiorstwo autobusowe obejmujące działalnością całą Irlandię. Przez sześćdziesiąt lat był żonaty z Elizabeth, córką pastora Martyna Lloyd-Jonesa. Miał z nią dwóch synów: Christophera i Jonathana oraz córkę Bethan.
Został pochowany 6 grudnia 2014 na cmentarzu w Newcastle Emlyn, gdzie spoczął również jego teść z małżonką.

## Wybrane publikacje
- The Christian in Industrial Society (1964, 1980)
- Britain with the Brakes Off (1966)
- The Christian Citizen (1969)
- A Better Way (1976)
- First Things First (1979)
- God’s Time God’s Money (1987)
- Pro Europe? (1991)
- David. Poet, Warrior, King (1993)
- At the Cutting Edge. Memoirs (1995)
- Jobs & Justice, Homes & Hope (1997)
- It Can be Done (2000)
- The Creation of Wealth. Recovering a Christian Understanding of Money, Work, and Ethics (2002)